# Estancia Harberton
L’Estancia Harberton est une estancia, c'est-à-dire une vaste exploitation agricole d'Amérique du Sud, créée en 1886 par le missionnaire anglican Thomas Bridges (1842-1898).
Thomas Bridges a mis en place ce projet d'exploitation après l'abandon de la mission anglicane d'Ushuaïa.
L'estancia reçoit le nom d'Harberton, en référence à une ville dans le Devon, qui est la ville d'origine de la femme de Bridges, Mary Ann Varder (1842-1922).

## Contact avec lesYámanas
Bridges est l'auteur d'un dictionnaire de la langue Yámana ou Yagan, et son fils Lucas Bridges (1874-1949) écrira The Uttermost Part of the Earth dans lequel il décrit son enfance, ses rapports avec les Yamanas et les difficultés rencontrées par la famille pour faire publier le dictionnaire en Europe.

## Activité touristique
L'actuelle gestionnaire et copropriétaire de l'estancia Harberton, Tommy Goodall (né en 1933), est l'arrière-petit-fils de Thomas Bridges. Il gère l'estancia avec sa femme, la biologiste américaine Rae Natalie Prosser, et l'aide de leurs filles et leurs petits-enfants. L'activité principale de l'estancia, au XXIe siècle est le tourisme. Les visiteurs peuvent faire le tour de la propriété, des bâtiments, des jardins, du cimetière et du jardin botanique, ainsi que des répliques des huttes yamanas. Le musée Acatushún des oiseaux et mammifères marins australs est situé à proximité. Il est également possible de visiter les pingouinières de l'île Martillo, située à proximité.
La saison touristique s'étend d'octobre à avril. Des bus réguliers permettent de rejoindre Ushuaïa, située à 85 km à l'ouest, grâce à des routes goudronnées ou des chemins de graviers.